# OTE (Film)
OTE – Ein Streifen voller Treib- und Lachgas ist eine deutsche Filmkomödie aus dem Jahr 2010 von Derik Rentrop.

## Handlung
In einer Vielzahl von Kapiteln werden aktionsreiche und lustige Szenen gezeigt. Der Film hat im Wesentlichen keine Handlung und beinhaltet eine Aneinanderreihung von Stunts und Gags, die zum großen Teil mit Musik unterlegt sind. Neben Snowboarding-Aktionen besteht der Film auch aus vielen Dirtsurfer-Aufnahmen sowie diversen Skits und thematisch in Kapitel zusammengefügte Darstellungen.

## Musik
- Act Of Worship
- Bay Area Ripperz
- Bolle and the very good lookin’ Boys
- By Brute Force
- Marka
- Frozen By Fire
- Dr.UG
- Sledgeback[1]
- Scheisse Minnelli
- Frisco Wow Boys

## Trivia
- Drehorte waren neben Deutschland auch Österreich, Italien, Frankreich und Irland.
- Es gab drei Schulterverletzungen (Schultereckgelenkssprengung entspricht Tossy III) während der Aufnahmen.
- OTE ist die Abkürzung von Over The Edge.
- Der Film ist ein Director’s Cut.
- Im Kapitel „Jalapeno“ ist die Punk’n’Roll-Band The Bones dabei.
- Es gibt neben der FSK 16 eine nicht FSK-geprüfte Version.
- Der Arbeitstitel lautete Veith-Club, basierend auf dem Dark-Boards Riderteam von Matthias Veith.

## DVD
Die DVD erschien in Deutschland am 26. April 2010.